# Calouros do Ar FC
Die Calouros do Ar Futebol Clube ist ein Fußballverein aus Fortaleza im brasilianischen Bundesstaat Ceará.

## Geschichte
Calouros do Ar wurde am 1. Januar 1952 gegründet. Der Name ist eine Hommage an die Militärkapelle des Base Aérea de Fortaleza, des Luftstreitkräftestützpunktes in Fortaleza und die angehenden Fliegeroffiziere, die jedes Jahr auf dem Stützpunkt eintreffen. Ab 1953 trat der Klub in der Staatsmeisterschaft von Ceará an. Am 10. Mai gab Calouros sein Debüt. Man empfing den Gentilândia AC und trennte sich 1:1.
In der Zeit bestand das Team vor allem aus Personal vom Luftwaffenstützpunkt. Dieser finanzierte diese auch und beherbergte deren Verwaltungssitz, so auch noch 1955. In der Staatsmeisterschaft dieses Jahres setzte sich der Ferroviário AC in der ersten Runde gegen die sieben Wettbewerber durch und zog als Sieger ins Finale ein. In der zweiten Runde spielten die sechs Besten der ersten Runde den zweiten Finalteilnehmer aus. Mit drei Siegen, einem Unentschieden und einer Niederlage bei 10 zu fünf Toren wurde Calouros Bester dieser Runde. Das Finalhinspiel am 26. Februar 1956 konnte Calouros zuhause mit 2:0 gewinnen. Das Rückspiel am 4. März gewann Ferroviário daheim mit 3:0. So musste der Staatsmeister in einem Entscheidungsspiel ermittelt werden. Dieses fand am 11. März bei Calouros statt. Wieder konnte sich die Heimmannschaft mit 2:0 durchsetzen und den Meistertitel feiern.
Über ein gutes Ergebnis in der Staatsmeisterschaft qualifizierte sich Calouros 1972 zur Teilnahme an der Série B, der zweiten nationalen Liga. Am 10. September empfing der Klub den Ríver AC am ersten Spieltag der Campeonato Nacional de Clubes da Segunda Divisão 1972. Das Debüt endete 3:3. Neben diesem Unentschieden erstritt der Klub in seinen zehn Gruppenspielen nur noch zwei Siege. Diese Bilanz und das Torverhältnis von 11:22 Toren reichten nur zum sechsten und letzten Platz in der Gruppe B sowie zum letzten im Gesamtklassement.
Bis einschließlich 1998 spielte Calouros ohne Unterbrechung in der obersten Spielklasse der Staatsmeisterschaft. In der Saison erfolgte der Abstieg in die Segunda Divisão, die zweite Liga der Staatsmeisterschaft. Eine Rückkehr in die oberste Liga erfolgte bis dato nicht. In der Segunda Divisão konnte sich Calouros bis zum Abschluss der Meisterschaft 2004 halten. Danach musste der Klub in der 3ª Divisão, der dritten Liga, antreten. Bis 2015 jedes Jahr, danach nur noch sporadisch.

## Teilnahme an Fußballwettbewerben
| Wettbewerb                          | Teilnahmen                        |
| ----------------------------------- | --------------------------------- |
| Série B                             | 01× – 1972                        |
| Staatsmeisterschaft                 | 46× – 1953–1998                   |
| Staatsmeisterschaft Segunda Divisão | 06× – 1999–2004                   |
| Staatsmeisterschaft 3ª Divisão      | 14× – 2005–2015, 2018, 2020, 2023 |

## Erfolge
- Staatsmeisterschaft von Ceará: 1955